# 赵缺
赵缺（1977年6月1日—），字无咎，上海人，中国诗人、骈文家。提倡“新国风”，倡导诗词大众化、现代化。

## 作品
出版有诗集《无咎诗三百》等、学术作品《那些年，我们读错的诗经》。